# (11930) Osamu
(11930) Osamu est un astéroïde de la ceinture principale.

## Description
(11930) Osamu est un astéroïde de la ceinture principale. Il fut découvert le 15 février 1993 à Okutama par Tsutomu Hioki et Shuji Hayakawa. Il présente une orbite caractérisée par un demi-grand axe de 2,57 UA, une excentricité de 0,10 et une inclinaison de 13,4° par rapport à l'écliptique.

## Compléments